# 文亨尹
文亨尹（韓語：문형인）是韓國釜山東亞大學的一名教授。他是醫藥生物技術系的成員，於2001年在成均館大學藥學系獲得博士學位。
文亨尹在2012年被發現通過親自為其撰寫同行評審報告在學術期刊上發表了多篇文章。他向允許作者推薦自己的審稿人的期刊提交稿件：他使用自己控制的假名字和電子郵件地址，然後提交自己的（光鮮的）評論。當他提交的文章的性質被發現時，這些文章隨後被撤回；據報導，他承認在他的論文中偽造了數據。

## 外部連結
- 文亨尹在東亞大學的官方網站